# Międzynarodowy Dzień Mówienia jak Pirat
Międzynarodowy Dzień Mówienia jak Pirat (ang. International Talk Like a Pirate Day), także Międzynarodowy Dzień Mówienia po Piracku, Międzynarodowy Dzień Pirata, Międzynarodowe Święto Pirata – żartobliwe święto pirata popkulturowego, obchodzone 19 września. Pierwszy raz obchodzone w 1995.
Religia Latającego Potwora Spaghetti uznaje ten dzień za święto w swoim kalendarzu liturgicznym, choć nie powstało z myślą o niej i oficjalnie nie jest z nią związane.